# Ricercare concertante (Llácer Pla)
El Ricercare concertante para dos pianos y orquesta es una composición musical del compositor español Francisco Llácer Pla escrito en 1987. Fue estrenada y grabada por los pianistas Ana Bogani y Fernando Puchol y la Orquesta Municipal de Valencia dirigida por Manuel Galduf. Es una fusión de la forma musical ricercare y el género concertante a través de una estructura reflejada en torno a un solo de chelo con dos cadenzas para los solistas.